# Коцебу (Аляска)
Коцебу (англ. Kotzebue) — місто (англ. city) в США, адміністративний центр і найбільший населений пункт Нортвест-Арктик штату Аляска, розташований приблизно за 50 км на північ від Північного полярного кола. Населення — 3102 особи (2020).

## Історія
Є археологічні свідчення, що ескімоси-інупіати жили на місці сучасного Коцебу як мінімум з XV століття. Ч
ерез своє вигідне географічне розташування населений пункт завжди був важливим центром торгівлі для всього регіону. 
З приходом торговців, китобоїв, золотошукачів та місіонерів торгівля ще більше розширюється. 
Спочатку Коцебу був відомий як Qikiqtaġruk, що означає мовою ескімосів "великий острів". 
Сучасну назву місто отримало від однойменної затоки, яка своєю чергою названа на честь Отто фон Коцебу.
Американське поштове відділення з'явилося тут у 1899
 
Місто було інкорпоровано 14 жовтня 1958 
.

## Економіка

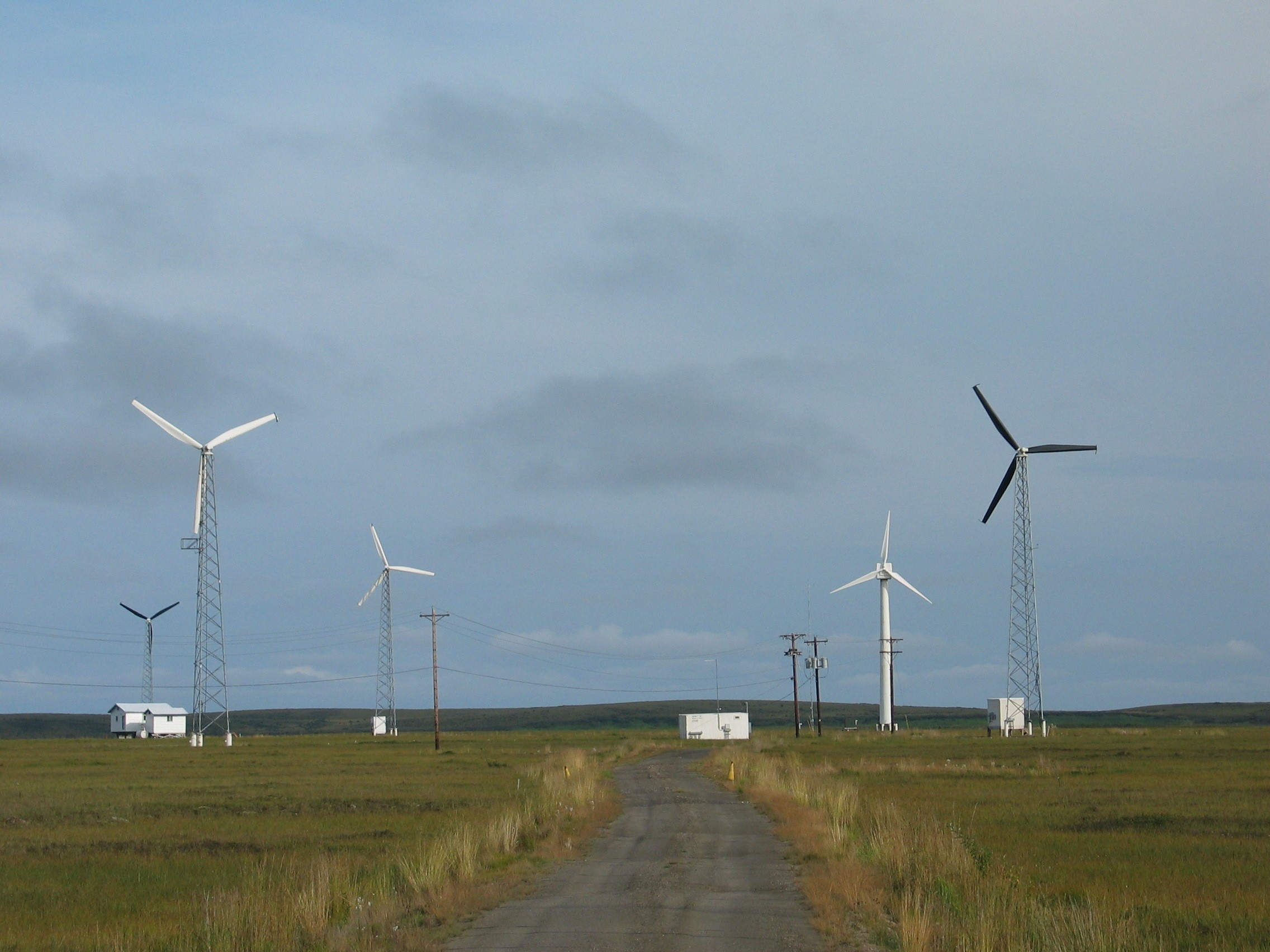
Вітрова електростанція в Коцебу

В 1997 році в Коцебу було встановлено три вітряні турбіни потужністю 66 кВт, створивши найпівнічнішу вітрову електростанцію в Сполучених Штатах. На початок 2020-х ВЕС складається з 19 турбін, у тому числі дві турбіни EWT потужністю 900 кВт. 
Загальна встановлена потужність досягла 3 МВт, що замінило приблизно 250 000 галонів дизельного палива щороку. 

Національний парк долини Кобук та Національний заповідник Селавік мають офіси у місті.

## Транспорт
Місто обслуговується аеропортом імені Ральфа Вайєна. 
Є регулярні комерційні рейси в Анкорідж та Ном.

## Географія
Коцебу розташований за координатами 66°52′14″ пн. ш. 162°30′41″ зх. д. / 66.87056° пн. ш. 162.51139° зх. д. (66.870452, -162.511447). За даними Бюро перепису населення США в 2010 році місто мало площу 74,08 км², з яких 69,72 км² — суходіл та 4,36 км² — водойми. В 2017 році площа становила 68,64 км², з яких 63,95 км² — суходіл та 4,69 км² — водойми.
Місто лежить на гравійній косі в кінці півострова Болдвін у затоці Коцебу. 

### Клімат
Місто має посушливий субарктичний клімат з довгою холодною зимою і коротким прохолодним літом. 
Середні місячні температури змінюються від -19,7 ° C у лютому до 12,6 ° C - у липні. 
Середньорічна температура становить –5,7 °C. 
Є в середньому лише 5 днів за літо, коли температура піднімається вище за 21 °C
</ref name = NCDC >. 
Середній річний рівень опадів становить 257 мм, близько 60 % у тому числі випадають у період із липня до жовтня.
| Клімат : Коцебу                                            | Клімат : Коцебу | Клімат : Коцебу | Клімат : Коцебу | Клімат : Коцебу | Клімат : Коцебу | Клімат : Коцебу | Клімат : Коцебу | Клімат : Коцебу | Клімат : Коцебу | Клімат : Коцебу | Клімат : Коцебу | Клімат : Коцебу | Клімат : Коцебу |
| Показник                                                   | Січ.            | Лют.            | Бер.            | Квіт.           | Трав.           | Черв.           | Лип.            | Серп.           | Вер.            | Жовт.           | Лист.           | Груд.           | Рік             |
| Абсолютний максимум, °C                                    | 4,4             | 4,4             | 5,6             | 9,4             | 23,3            | 29,4            | 29,4            | 26,7            | 20,6            | 13,9            | 4,4             | 2,8             | 29,4            |
| Середній максимум, °C                                      | −15,6           | −14,3           | −12,9           | −6              | 3,2             | 10,8            | 15,3            | 13,4            | 8,2             | −1,9            | −9,9            | −12,9           | −1,8            |
| Середній мінімум, °C                                       | −23,1           | −22,1           | −21,5           | −14,8           | −3,3            | 4,4             | 9,8             | 8,5             | 3,3             | −6,6            | −15,6           | −20,1           | −8,3            |
| Абсолютний мінімум, °C                                     | −48,3           | −46,7           | −50             | −42,2           | −27,8           | −6,7            | −1,1            | −2,2            | −10,6           | −28,3           | −38,3           | −45             | −50             |
| Норма опадів, мм                                           | 16              | 17              | 11              | 14              | 10              | 15              | 37              | 55              | 40              | 26              | 20              | 19              | 279             |
| Днів з опадами                                             | 9               | 9               | 7               | 8               | 6               | 6               | 11,0            | 14,0            | 13,0            | 11,0            | 10,0            | 11,0            | 113,0           |
| Днів зі снігом                                             | 10              | 9               | 7               | 7               | 2               | 0,2             | 0               | 0               | 1               | 8               | 10              | 11              | 64,2            |
| ---------------------------------------------------------- | --------------- | --------------- | --------------- | --------------- | --------------- | --------------- | --------------- | --------------- | --------------- | --------------- | --------------- | --------------- | --------------- |
| Джерело: NOAA (normals, 1981−2010), Weather.com (extremes) |                 |                 |                 |                 |                 |                 |                 |                 |                 |                 |                 |                 |                 |

## Демографія
Згідно з переписом 2010 року, у місті мешкала 3201 особа в 954 домогосподарствах у складі 674 родин. Густота населення становила 43 особи/км². Було 1160 помешкань (16/км²).
Расовий склад населення:
| - 73,6 % — корінних американців - 16,0 % — білих - 1,2 % — азіатів - 0,9 % — чорних або афроамериканців - 0,3 % — вихідців з тихоокеанських островів |

До двох чи більше рас належало 7,6 %. Частка іспаномовних становила 1,3 % від усіх жителів.
За віковим діапазоном населення розподілялося таким чином: 32,4 % — особи молодші 18 років, 61,1 % — особи у віці 18—64 років, 6,5 % — особи у віці 65 років та старші. Медіана віку мешканця становила 27,2 року. На 100 осіб жіночої статі у місті припадало 103,9 чоловіків; на 100 жінок у віці від 18 років та старших — 107,6 чоловіків також старших 18 років.
Середній дохід на одне домашнє господарство становив 99 925 доларів США (медіана — 87 708), а середній дохід на одну сім'ю — 95 520 доларів (медіана — 85 625). Медіана доходів становила 64 219 доларів для чоловіків та 53 649 доларів для жінок. За межею бідності перебувало 16,3 % осіб, у тому числі 23,0 % дітей у віці до 18 років та 8,3 % осіб у віці 65 років та старших.
Цивільне працевлаштоване населення становило 1420 осіб. Основні галузі зайнятості: освіта, охорона здоров'я та соціальна допомога — 35,6 %, публічна адміністрація — 15,4 %, транспорт — 14,5 %.

## Галерея

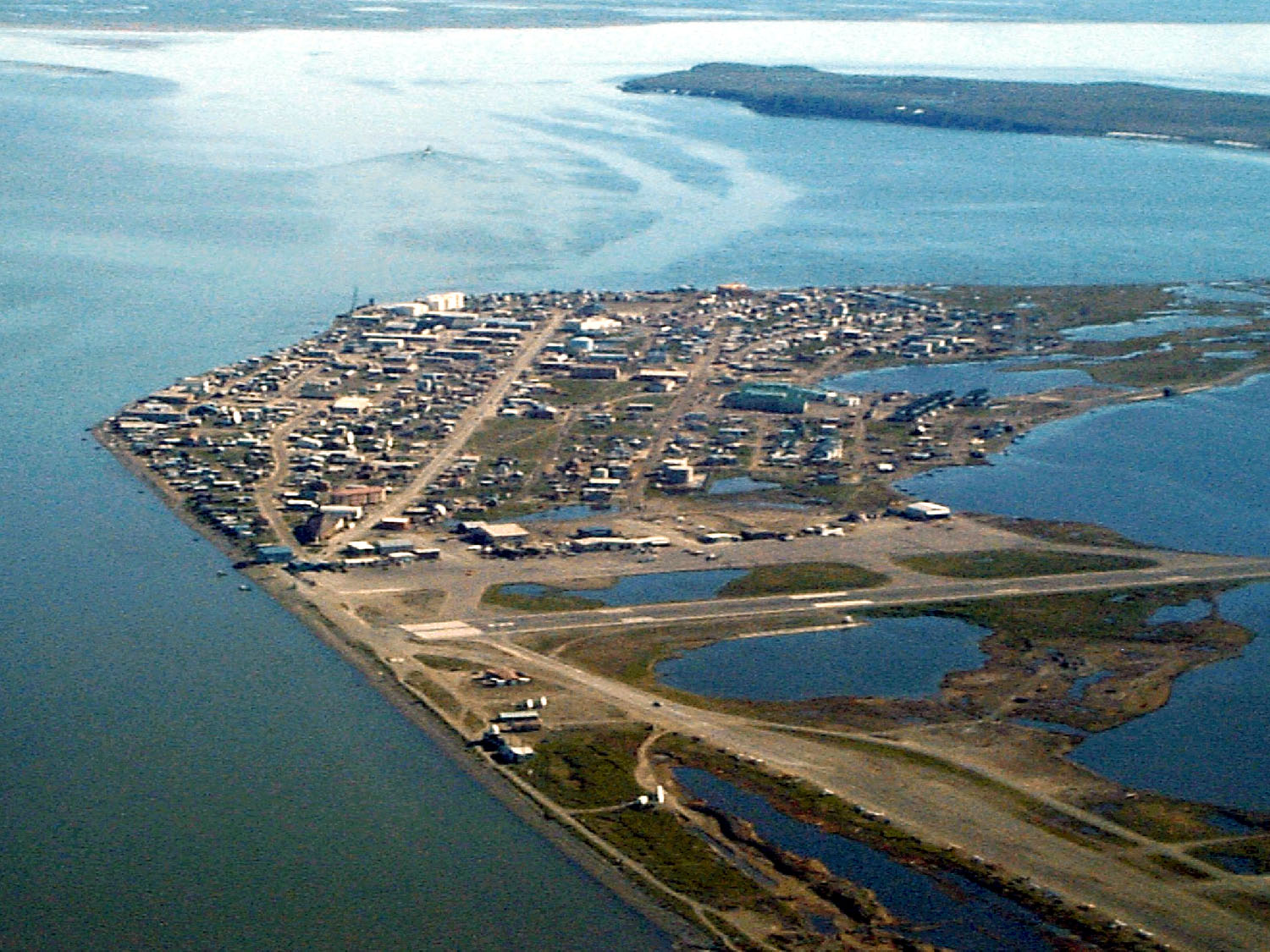
Коцебу з висоти пташиного польоту.
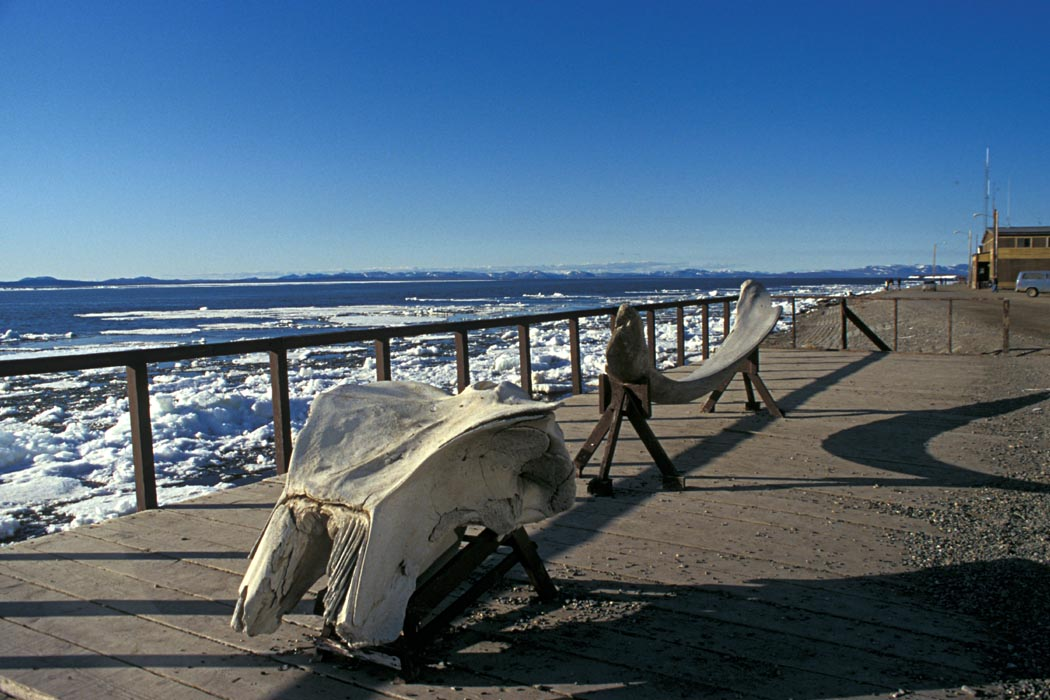
На березі моря в Коцебу.
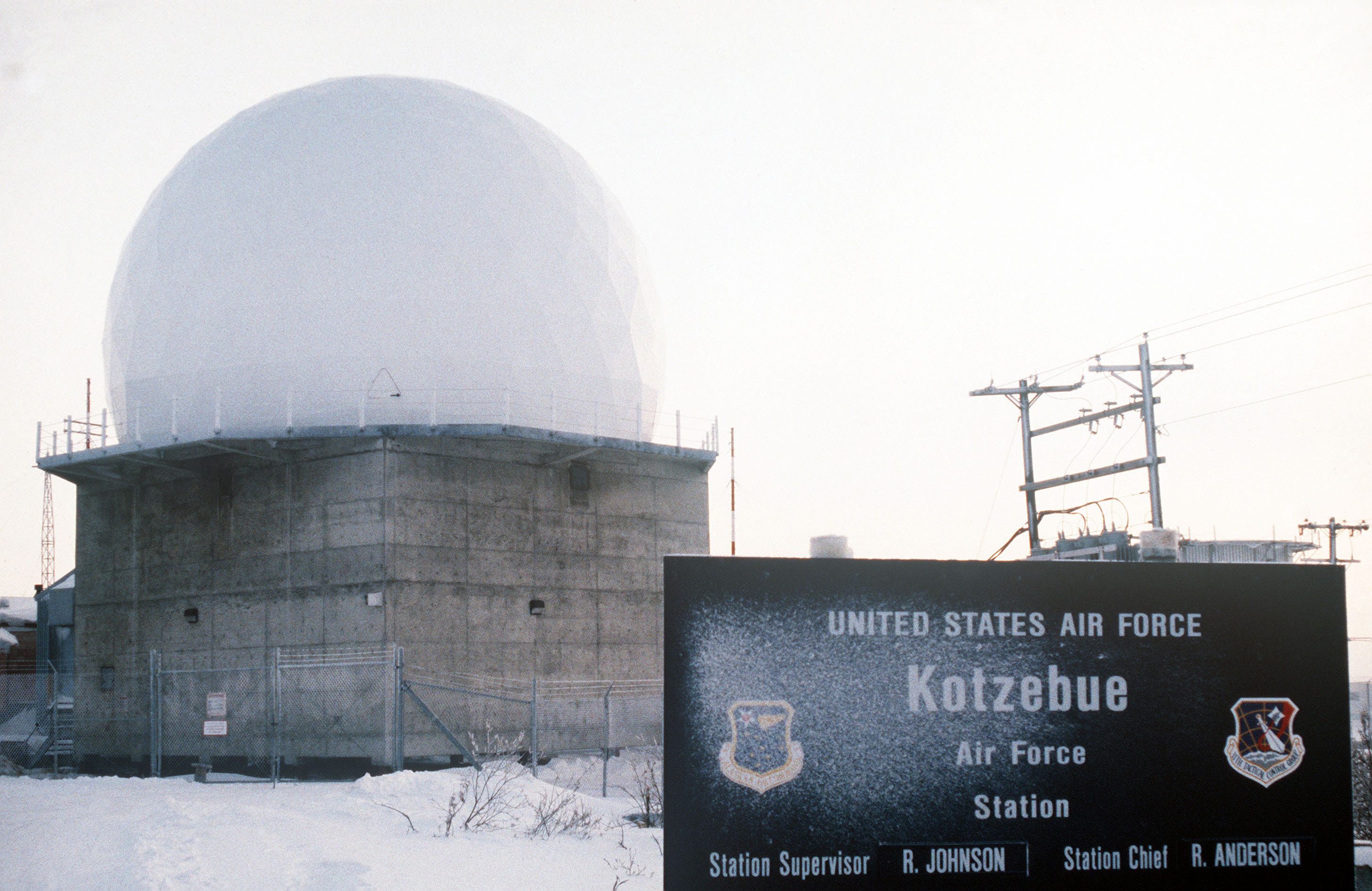
Радар в Коцебу.
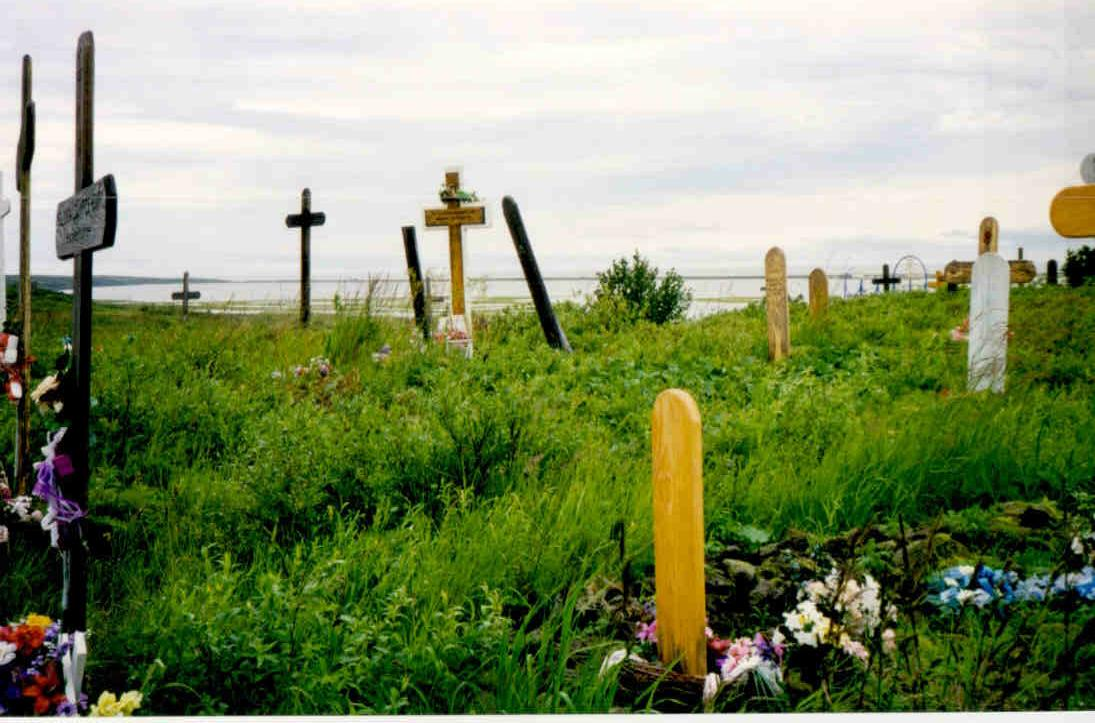
Кладовище в Коцебу.